# Cerastium fragillimum
Cerastium fragillimum är en nejlikväxtart som beskrevs av Boiss. Cerastium fragillimum ingår i släktet arvar, och familjen nejlikväxter. Inga underarter finns listade i Catalogue of Life.